# クプラ・フォーメンター
フォーメンター（FORMENTOR）は、セアトが製造し、クプラブランドで販売されている（Cセグメント）クーペSUVである。

## 概要
2019年のジュネーブモーターショーでコンセプトモデルがデビューし、市販モデルは2020年に発売された。クプラのフラッグシップに位置し、アテカをベースにしながらも流れるようにルーフを傾斜させたクーペスタイルとなっている。外観は、クプラの特徴的なハニカム形状のグリルが採用され、メッシュグリルパターンによってスポーティーさを表現している。インテリアはエクステリアに合わせて美しさを意識した上質なものになっていて、クプラを象徴するカッパーカラーのステッチが施されたレザーダッシュボードは、スポーティな雰囲気のなかにもクプラならではの個性を感じるキャビンに仕上がっている。シートは人間工学に基づいた着座指定を可能にする設計およびデザインになっている。ほかにもエンジンスタートボタンやドライブモードボタン、パドルシフトが装備されている。また、フルデジタル化により、ドライバーがフルカスタマイズ可能な10.25インチデジタルコックピットを搭載。回転数、トルク、パワー、ターボ圧力、Gメーターなど走りに関するものをはじめ、さまざまな情報が表示できる。他にも、コネクテッド機能をはじめ、USB（TypeC）接続端子を前後に2つ装備するほかQi規格に準拠したワイヤレスチャージャーが設置されている。プラットフォームはフォルクスワーゲンMQBプラットフォームを採用。セアト・レオンをはじめ、フォルクスワーゲン・ゴルフやアウディ・A3などとも共有している。パワートレインは、310 psのハイパフォーマンス版と、245 psのプラグインハイブリッドを揃える。

### グレード構成（英国仕様）
（出典：）
- V118インチアルミホイール、12インチタッチスクリーン、デジタルコックピット、USBデータチャージ＆データソケット、3ゾーンオートエアコン、電気式パーキングブレーキなどが装備
- V2（V1に対して）19インチマットシルバーアルミホイール、レザーダッシュボード、ナッパレザーバケットシート、フロントシートヒーター、リアビューカメラなどが装備
- VZ1（V1に対して）19インチマットシルバーアルミホイール、リアディフューザー、カッパーステッチ入りブラックバケットシート、ダイナミックシャシーコントロール（DCC）、リアビューカメラなどが装備
- VZ2（VZ1に対して）ブラックナッパレザーバケットシート、フロントシートヒーター、レザーダッシュボード、本革製マルチファンクション・スポーツ・ステアリング・ホイール、ツインエクゾーストディフューザーなどが装備
- VZ3（VZ2に対して）19インチカッパー/ブラックアルミホイール、ブレンボ製専用ブレーキシステムなどが装備

### グレード構成（ドイツ仕様）
（出典：）
- Formentor18インチアルミホイール、フルLEDヘッドライト、CUPRAドライブプロファイル、バーチャルコックピット、3ゾーンオートエアコン、電気式パーキングブレーキ、USBデータチャージ＆データソケットなどが装備
- Formentor VZ（Formentorに対して）19インチマットシルバーアルミホイール、ダイナミックシャシーコントロール（DCC）、CUPRAスポーツバケットシート、CUPRA Supersport マルチファンクション・ステアリング・ホイールなどが装備
- Formentor VZ5（Formentor VZに対して）20インチアルミホイール、LEDマトリクスヘッドライト、マットブラックルーフレール、カーボンファイバー素材のフロントスプリッター／リアディフューザー、ワイヤレスFullLink（スマートフォン接続）などが装備
- Formentor VZ5 EDITION TAIGA GREY（Formentor VZ5に対して）専用タイガグレーボディカラー、ブラウンカラーのインストメントパネルおよびドアサイドトリム、センター部分にDynamicaトリムを採用した専用の電動スポーツバケットシート、電動テールゲートなどが装備

### 名前の由来
「フォーメンター」の名前はスペイン・マルヨカ島にある岬にちなんで付けられたもので、スペイン発であることを積極的にアピールしている。ほかにもハイスペックグレードは「VZ」というグレード名で、これはスペイン語で「速い」を意味する「veloz」から取られている。